# Turisztikai látnivaló

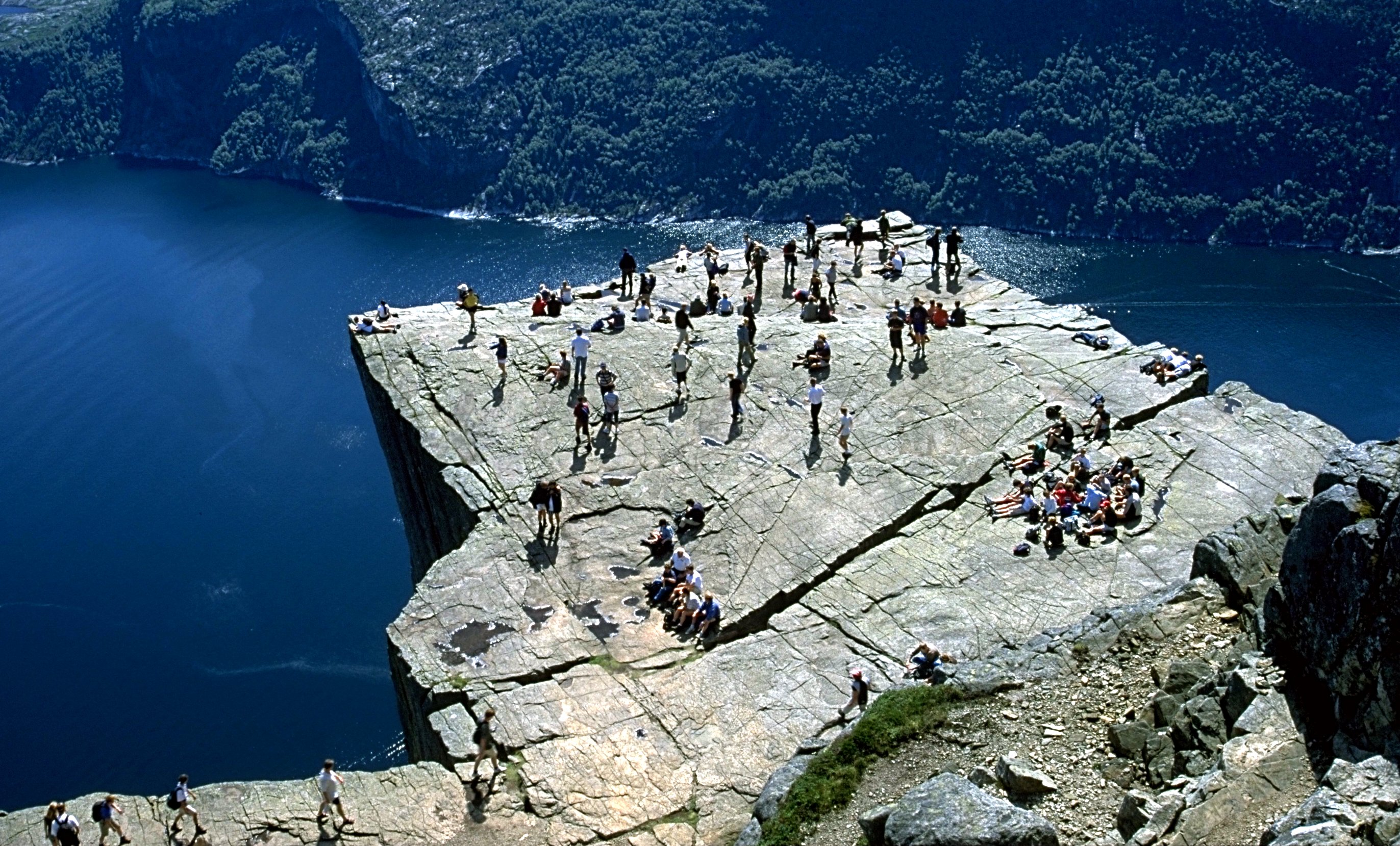
Turisták a Preikestolen sziklaplatón Norvégiában

A turisztikai látnivaló vagy turistalátványosság (idegenforgalmi szakszóval attrakció) olyan hely, terület, kulturális vagy történelmi emlék, intézmény, természeti érték, műemlék, épület, műtárgy, közlekedési eszköz, fesztivál vagy esemény, amelyet rendszeresen turisták látogatnak.
A különféle települések és területek helytörténeti, művészettörténeti, természeti, tudományos és szakmai érdekességű látnivalói egyaránt válhatnak turisztikai látnivalóvá, ha a turistáknak elég motivációjuk van a meglátogatásukra. A turisztikai látnivalók tömeges felkeresését az alapvető települési infrastruktúra, illetve a turisztikai szolgáltatások kiépítése segíti. Ilyen turisztikai szolgáltatások a közbiztonságról, köztisztaságról és turisztikai információról való gondoskodás, természeti értékek esetében a túraútvonalak, pihenőházak, tanösvények létesítése, kulturális látnivalóknál a tömegközlekedés, mosdók, ivóvíz, étkezési és szálláslehetőség, telefon, posta, esetleg tájékoztató kiadványok, képeslapok és emléktárgyak árusítása.

## Híres turisztikai látnivalók

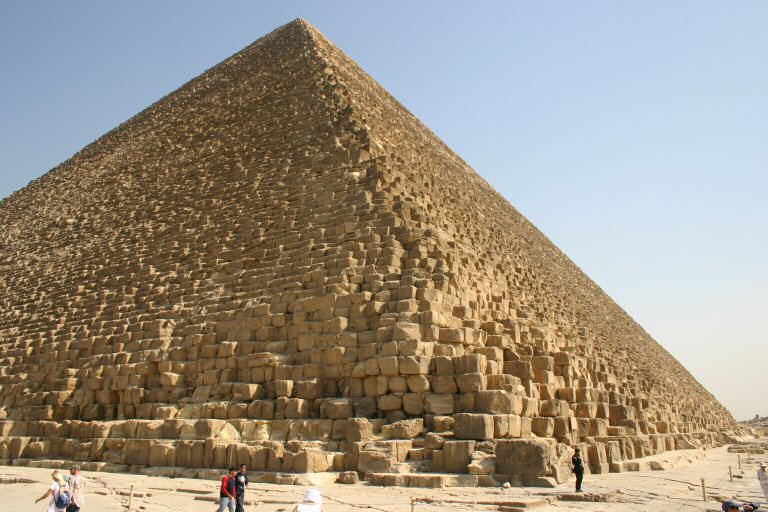
Keopsz-piramis, Egyiptom
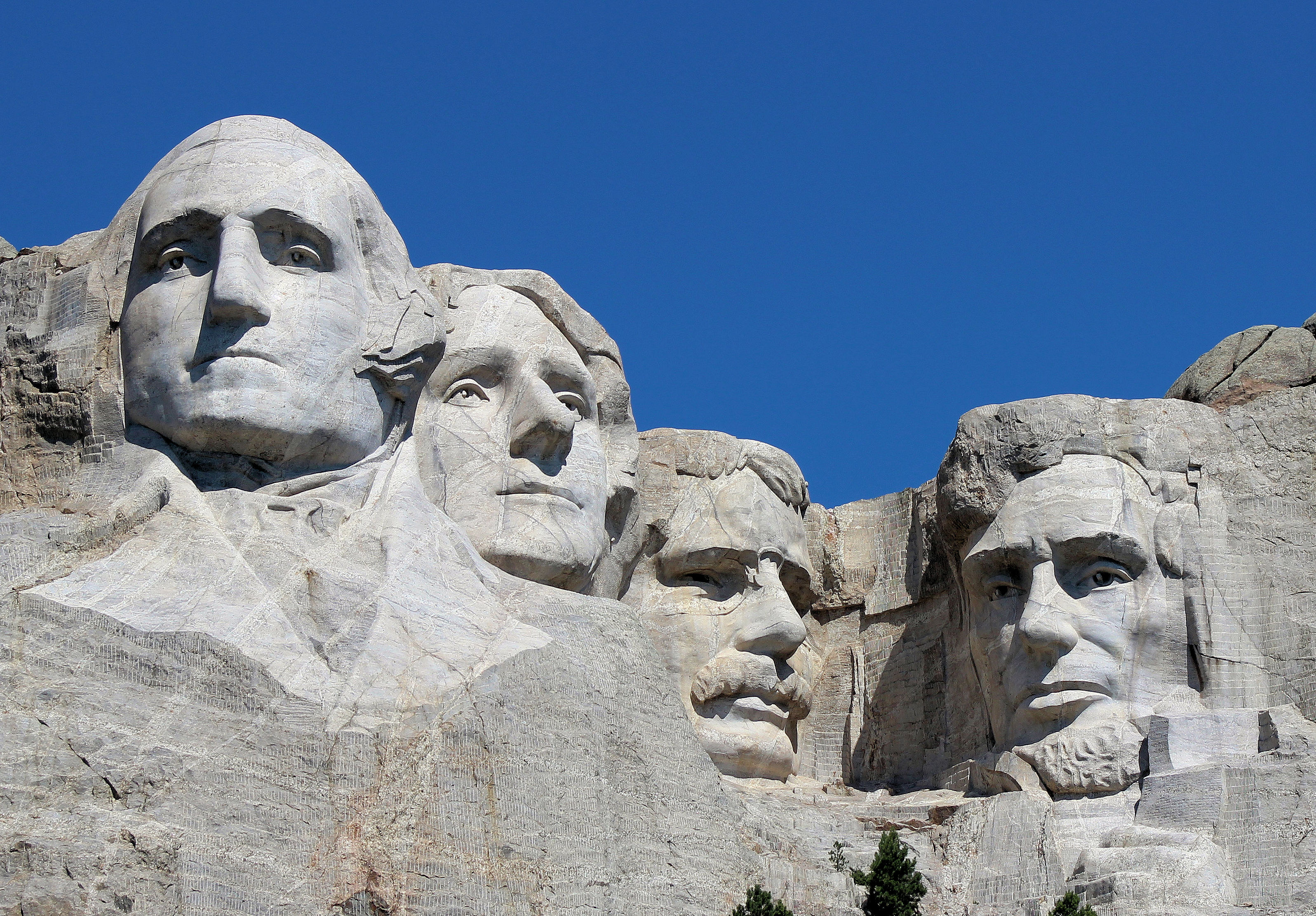
Rushmore-hegy, USA
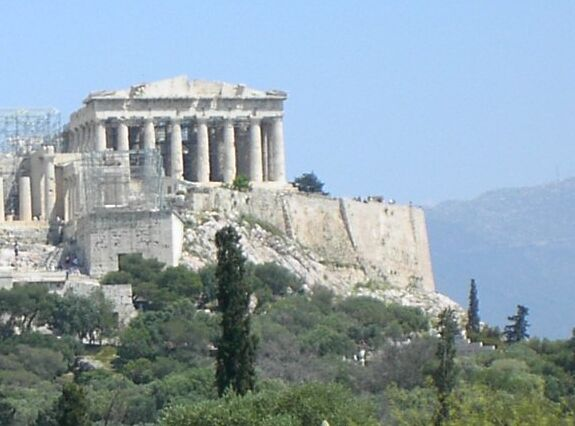
Az athéni Parthenón, Görögország
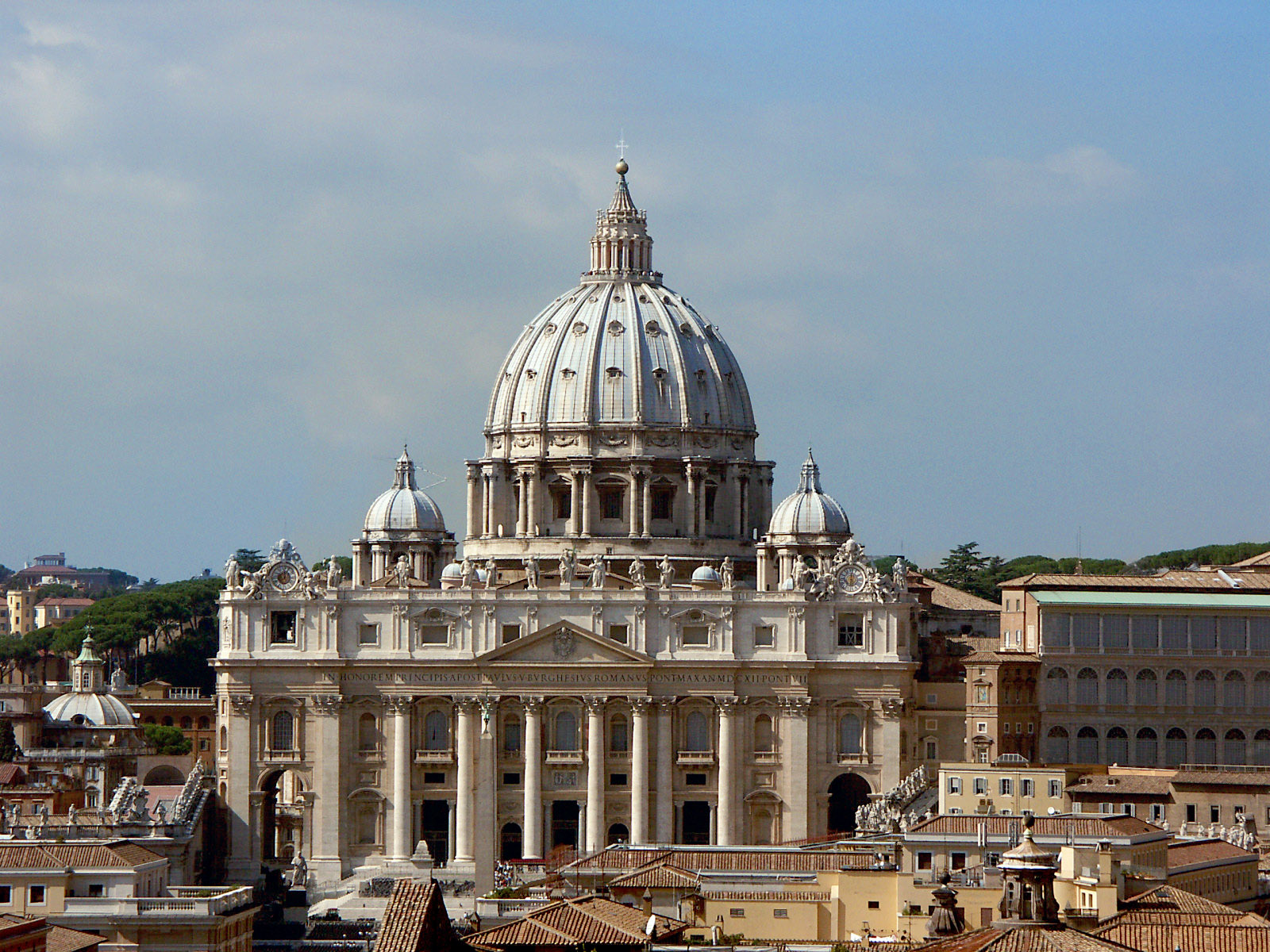
A római Szent Péter-bazilika, Olaszország
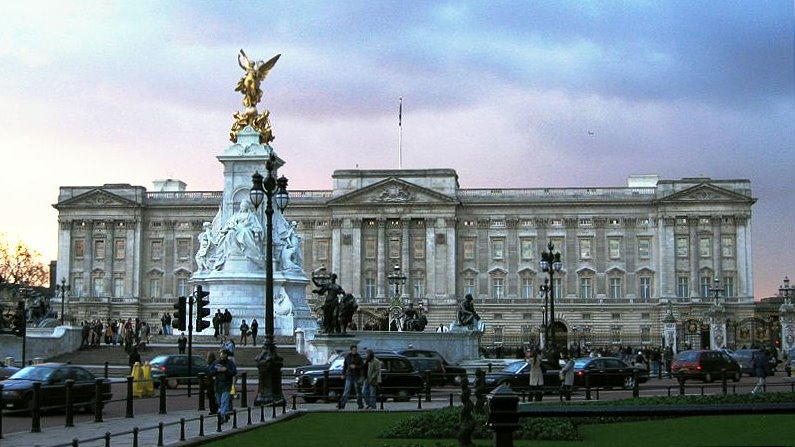
A londoni Buckingham-palota, Anglia
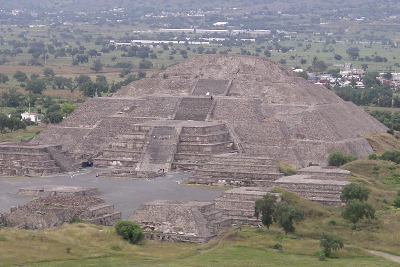
Teotihuacan, Mexikó
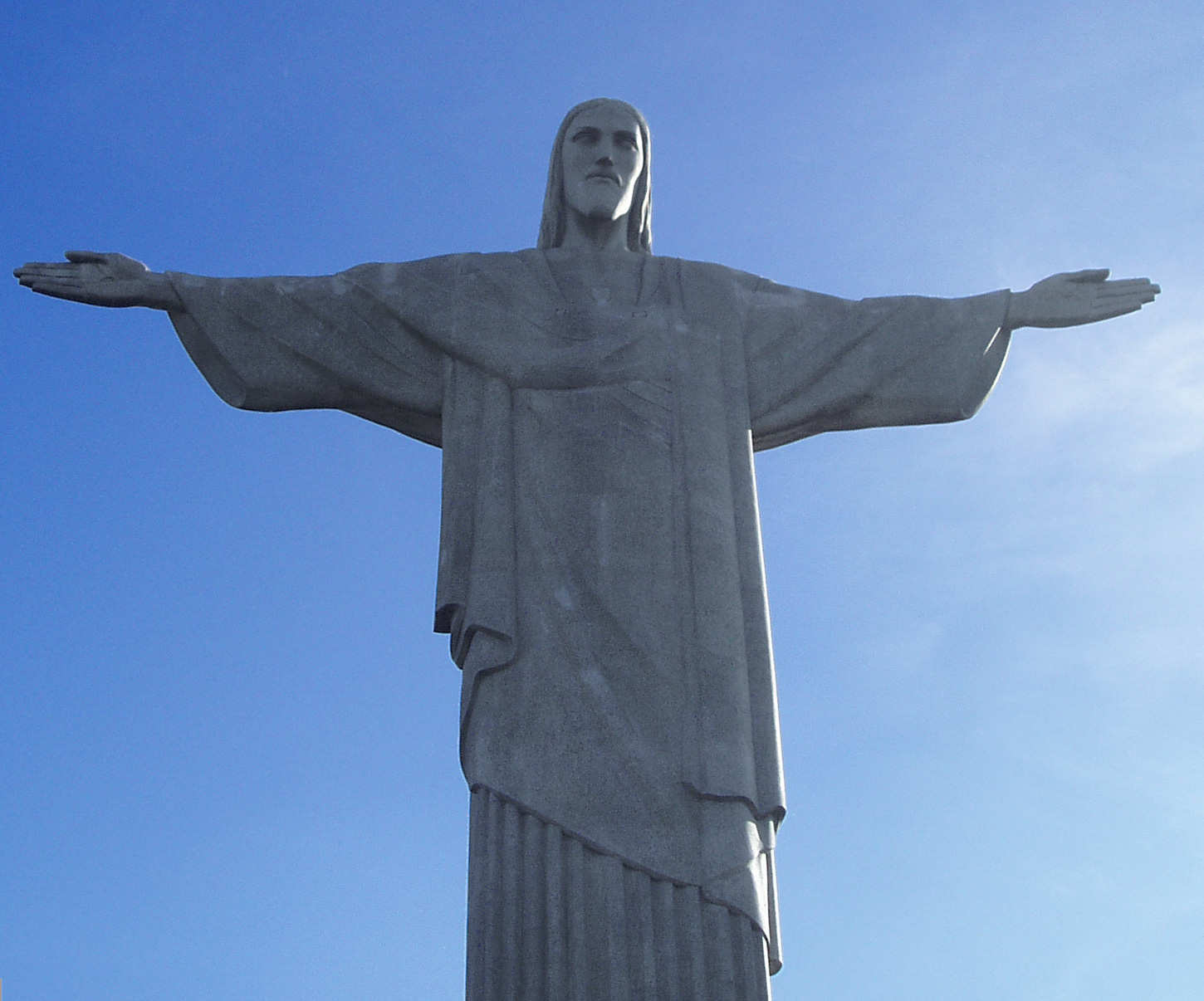
A Megváltó Krisztus szobra, Brazília
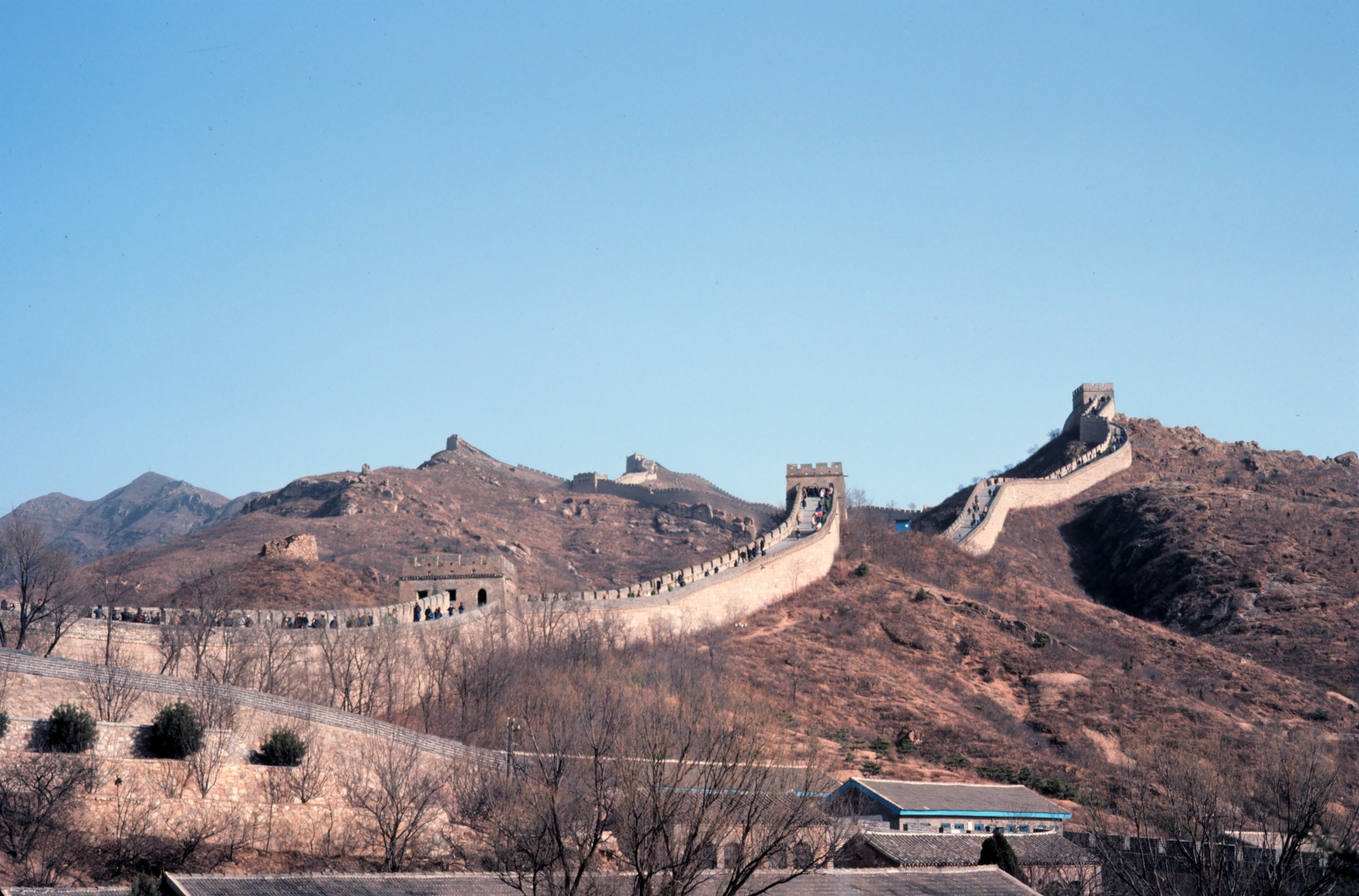
A kínai nagy fal
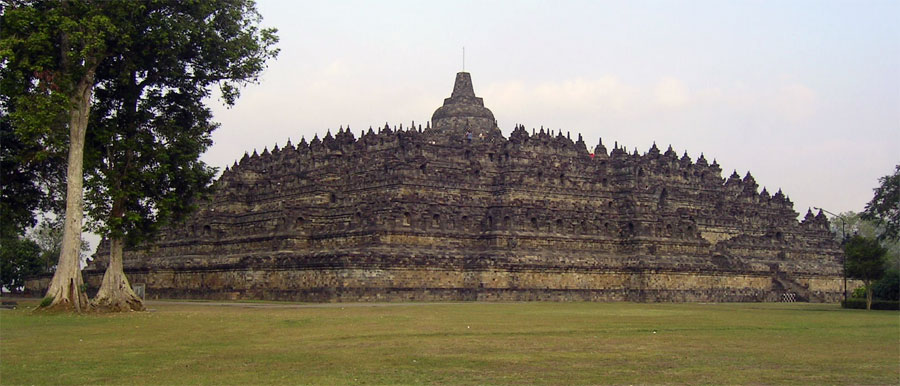
Borobudur, Indonézia
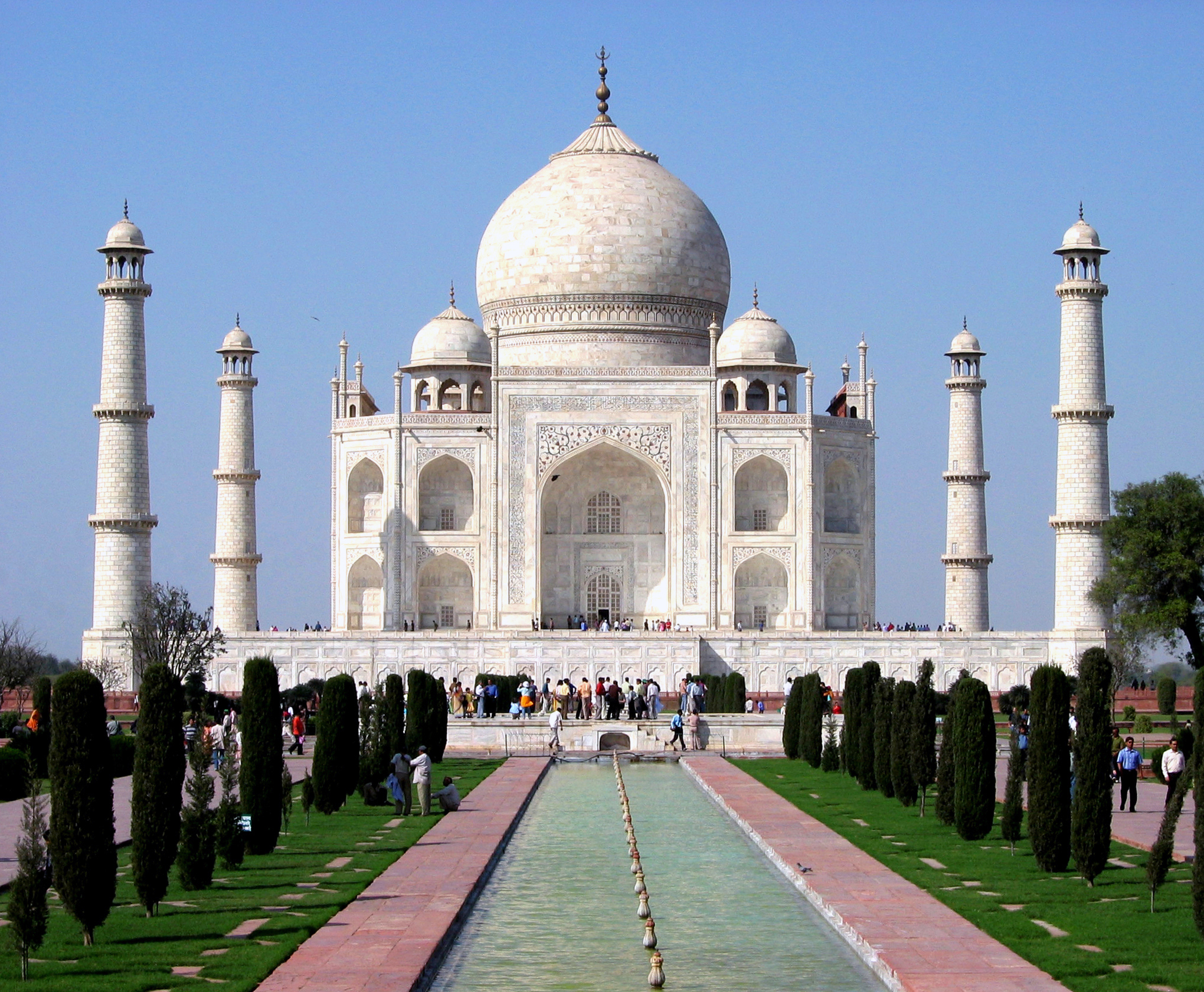
Tádzs Mahal, India
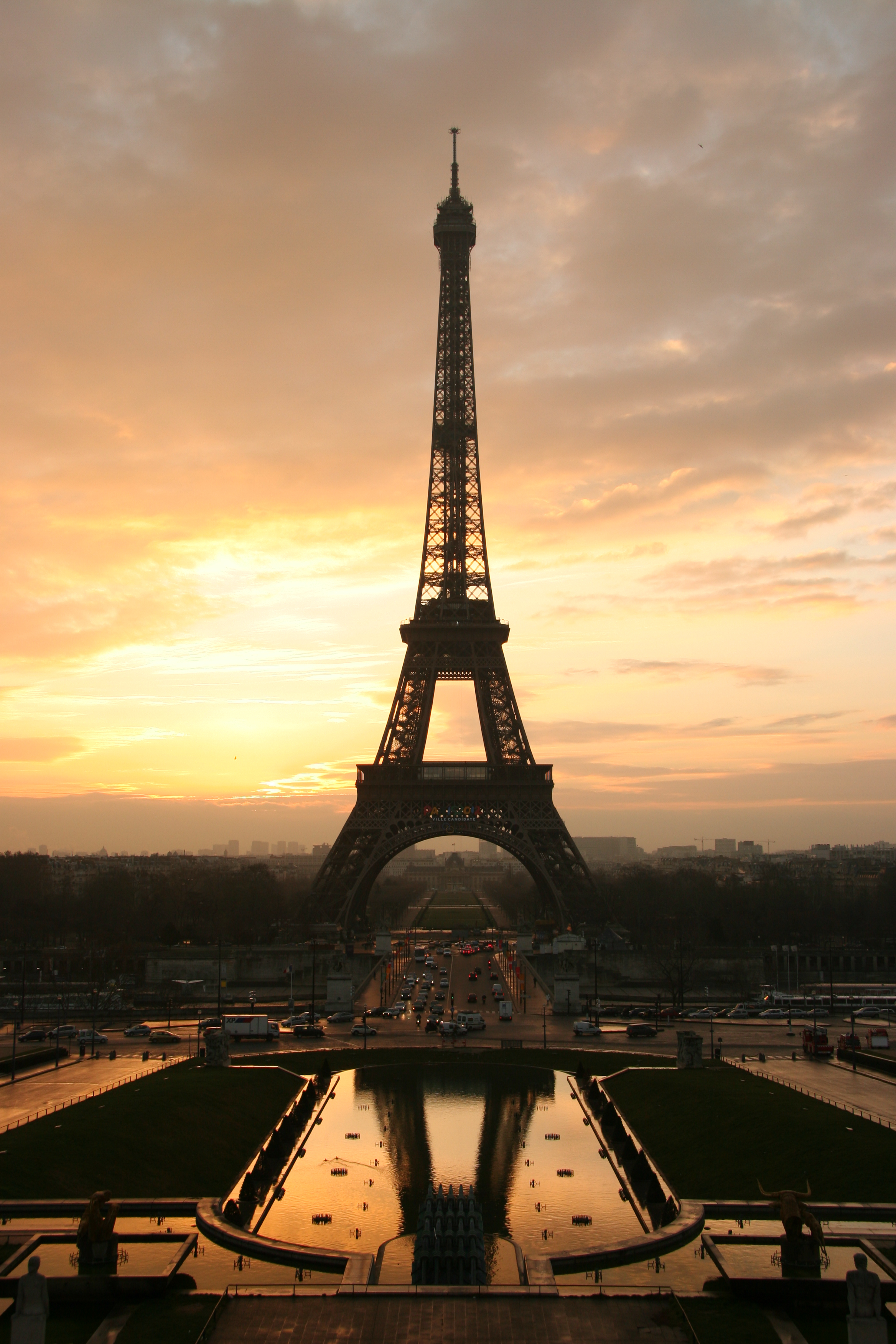
A párizsi Eiffel-torony, Franciaország
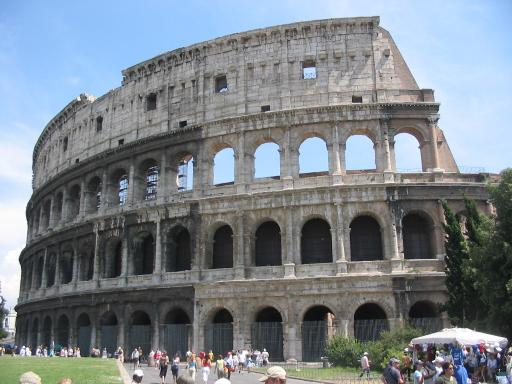
A római Colosseum, Olaszország
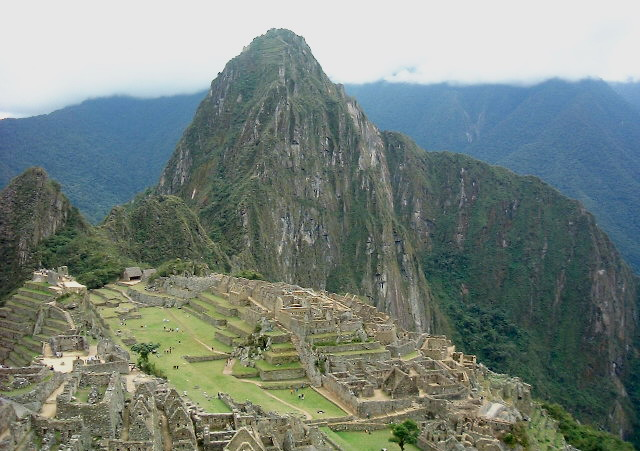
Machu Picchu, Peru
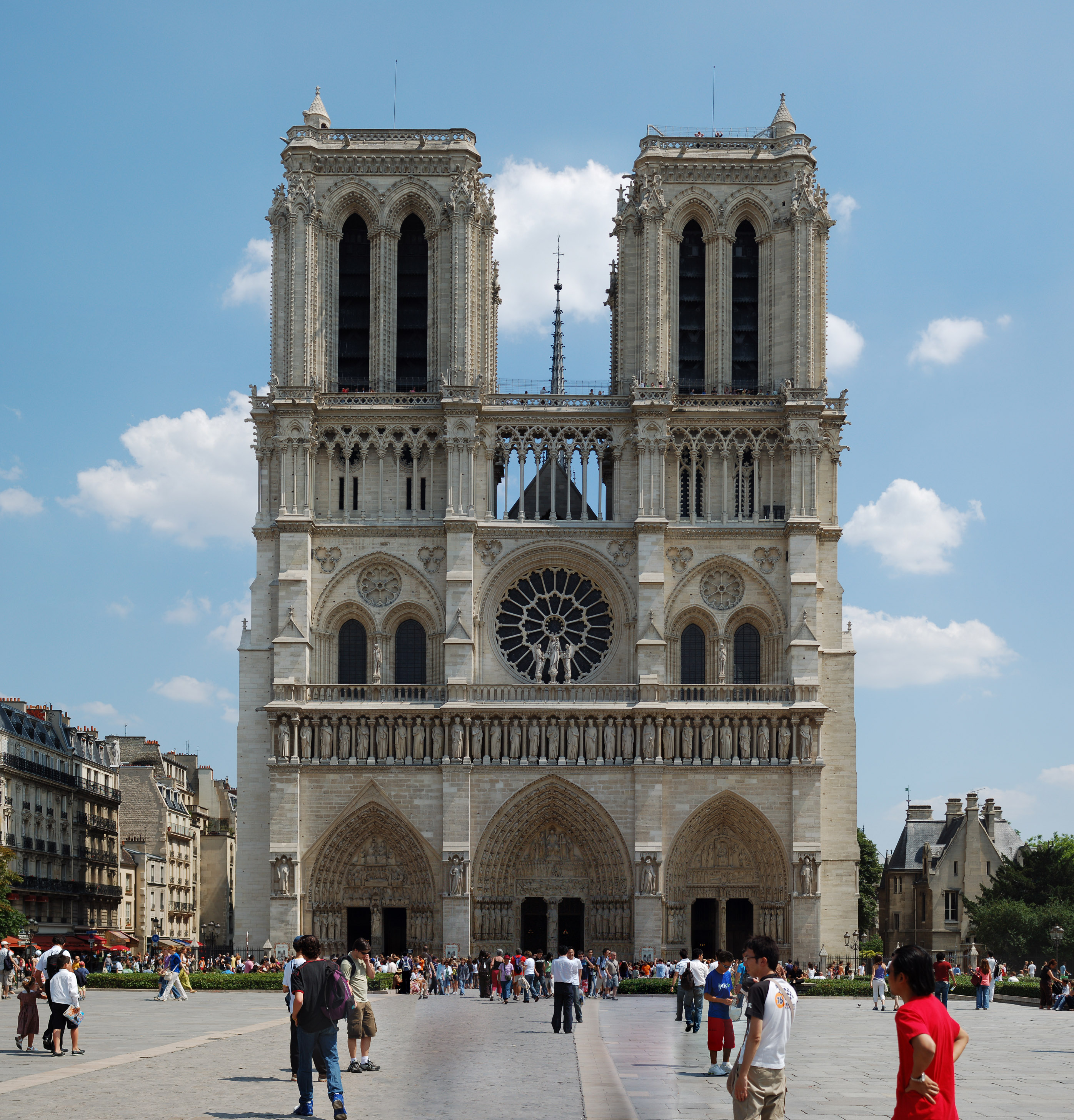
A párizsi Notre-Dame székesegyház, Franciaország
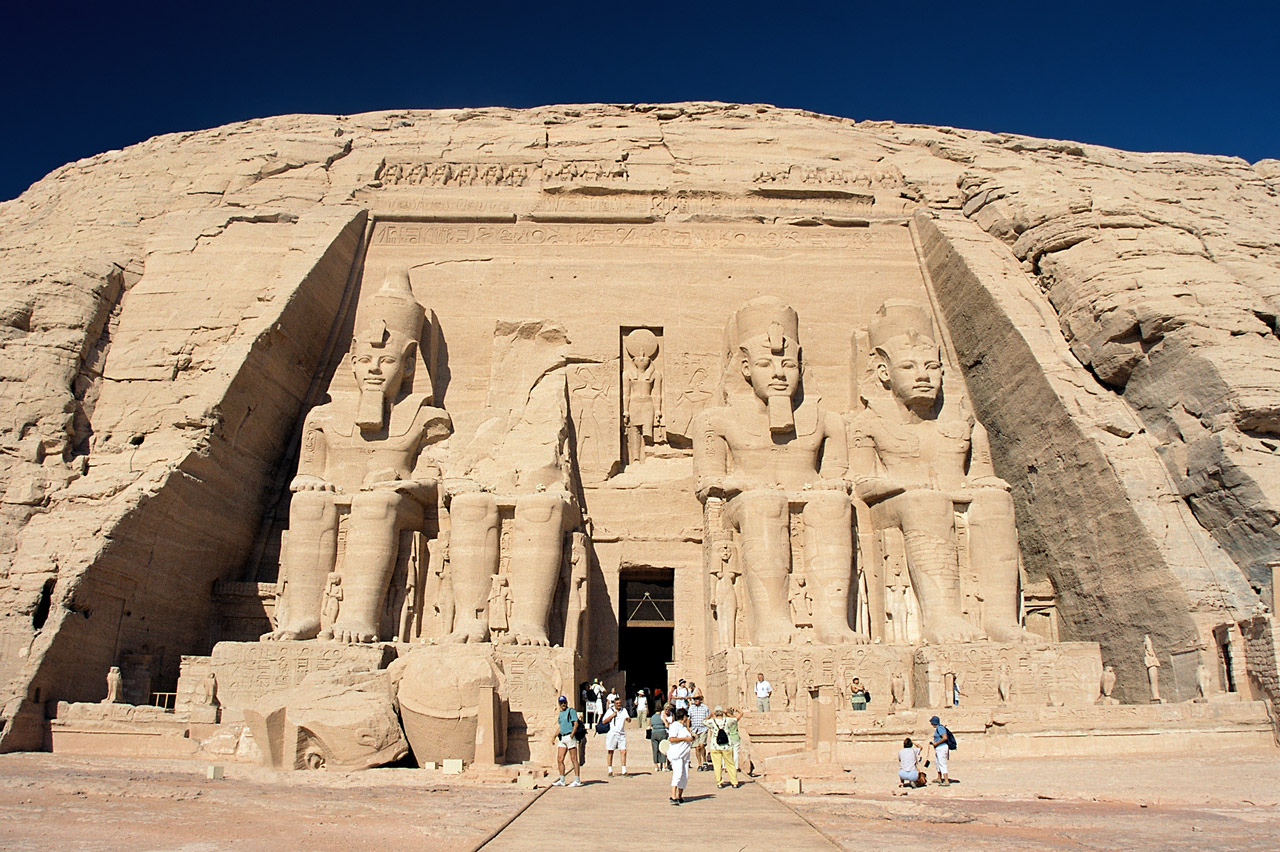
Abu Szimbel, Egyiptom
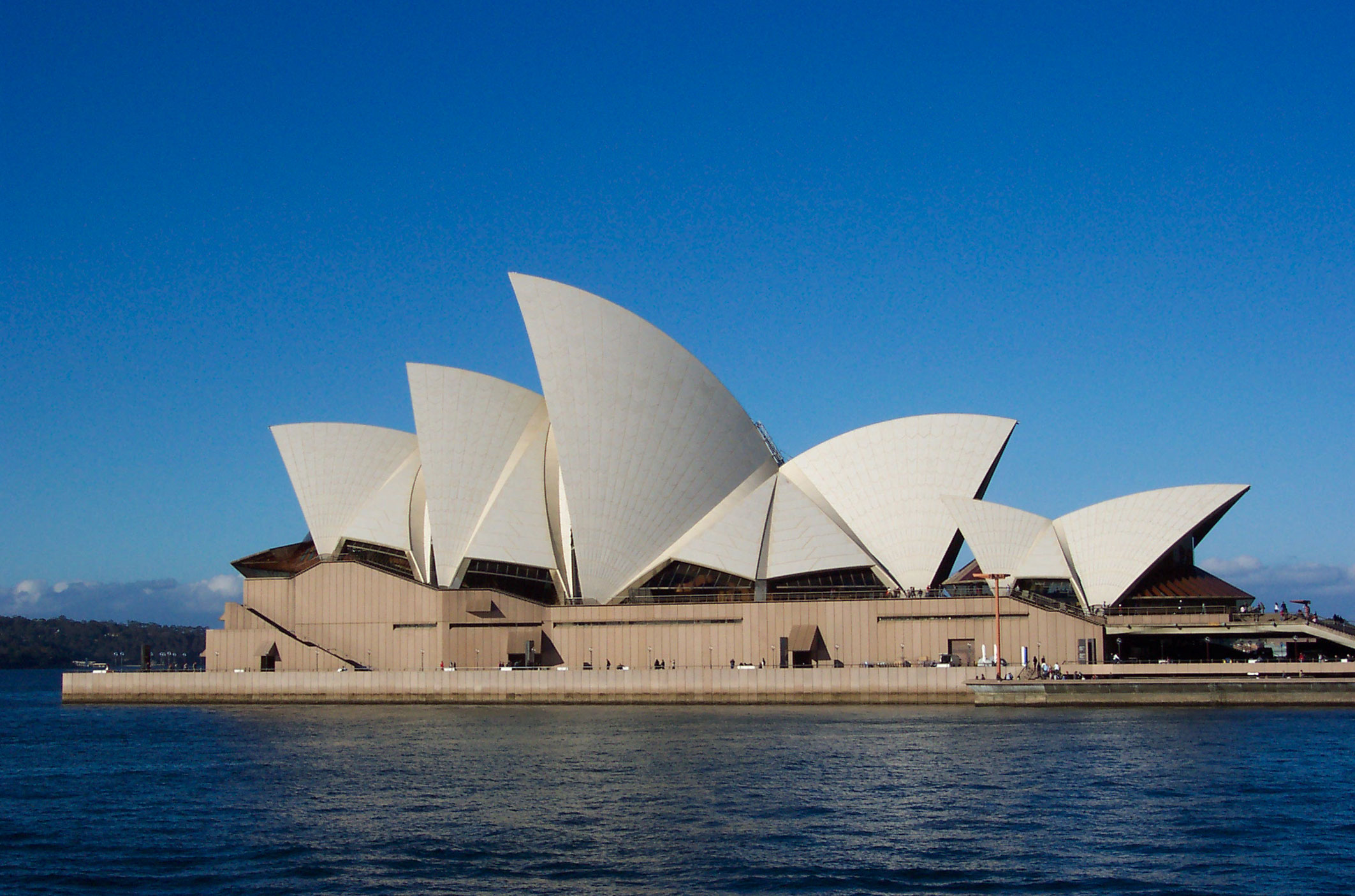
A Sydney-i Operaház, Ausztrália